# فساد در اسرائیل
فساد در اسرائیل (به انگلیسی: Corruption in Israel) شواهدی وجود دارد که نشان می‌دهد فساد یک معضل واقعی در سیاست اسرائیل است و تحقیقات زیادی در مورد اتهامات اثرگذاری غیرقانونی و رشوه خواری در آن صورت گرفته است.
شاخص ادراک فساد شفافیت بین‌الملل در سال ۲۰۲۳، که به ۱۸۰ کشور در مقیاسی از ۰ (بسیار فاسد) تا ۱۰۰ (بسیار پاک) امتیاز داد، برای اسرائیل امتیاز ۶۲ قائل شد. در رتبه‌بندی که بر اساس امتیاز شکل گرفت، اسرائیل در میان ۱۸۰ کشور در این فهرست رتبه ۳۳ را به خود اختصاص داد، جایی که کشوری که در رتبه اول را در اختیار دارد به عنوان درستکارترین کشور در بخش عمومی شناخته می‌شود. برای مقایسه با نمرات جهانی، بهترین امتیاز ۹۰ (رتبه ۱)، میانگین امتیاز ۴۳ و بدترین امتیاز ۱۱ (رتبه ۱۸۰) بود. برای مقایسه با نمرات منطقه‌ای، میانگین امتیاز در بین کشورهای خاورمیانه و شمال آفریقا ۳۴، بالاترین امتیاز ۶۸ و کمترین امتیاز ۱۳ بود.
به نظر نمی‌رسد که فساد نهادینه شده باشد و کسب و کارها می‌توانند تا حد زیادی بدون دخالت مأموران فاسد در اسرائیل فعالیت و سرمایه‌گذاری کنند. نظام دادگستری از لحاظ کسب و کار در معرض خطر پایین فساد در نظر گرفته می‌شود. هر چند، گزارش شده است که بخش خدمات عمومی در معرض خطر متوسطی از فساد می‌باشد به طوری که برترین افراد کسب و کار از پرداخت رشوه در ازای دسترسی به خدمات عمومی گزارش می‌دهند و برخی از آنها دولت بوروکراسی ناکارآمد را منشأ این معضل قلمداد می‌کنند.
در سال ۲۰۱۹، نخست‌وزیر بنیامین نتانیاهو به دلیل قبول هدایای گران‌قیمت مانند شامپاین عالی و سیگار برگ به ارزش تقریبی ۱۹۸٬۰۰۰ دلار متهم به فساد شد.